# Jean-Pierre Claris de Florian
Jean Pierre Claris de Florian (Sauve, 6 de março de 1755 – Paris, 13 de setembro de 1794) foi um poeta, romancista e fabulista francês.

## Vida
A mãe de Florian, uma senhora espanhola chamada Gilette de Salgues, morreu quando ele era criança. Ele foi criado por seu avô e estudou em St. Hippolyte. Seu tio e tutor, o marquês de Floriano, que se casou com uma sobrinha de Voltaire, apresentou-o no château de Ferney e em 1768 ele tornou-se pajem da Anet na casa do duque de Penthièvre, que permaneceu seu amigo por toda a vida. Tendo estudado algum tempo na escola de artilharia de Bapaume, obteve de seu patrono uma comissão de capitão no regimento de dragões de Penthièvre.
Ele deixou o exército logo depois e começou a escrever comédias, sendo eleito para a Académie Française em 1788. Com a eclosão da Revolução Francesa, ele se aposentou em Sceaux, mas logo foi descoberto e preso; e embora a morte de Robespierre o tenha poupado, ele morreu alguns meses depois, ainda na prisão. A causa da morte foi tuberculose.

## Trabalhos
Para os leitores modernos, Florian é principalmente conhecido como o autor de lindas fábulas adequadas à leitura para jovens, mas seus contemporâneos o elogiavam também por seus romances poéticos e pastorais. Florian gostava muito da Espanha e de sua literatura, sem dúvida devido à influência de sua mãe castelhana, e ao mesmo tempo resumia e imitava as obras de Cervantes.
Os primeiros esforços literários de Florian foram comédias; sua epístola em verso Voltaire et le serf du Mont Jura e uma écloga Ruth foram coroadas pela Académie française em 1782 e 1784, respectivamente. Em 1782 também produziu uma comédia em prosa de um ato, Le Bon Ménage, e no ano seguinte Galatie, um conto romântico em imitação da Galatea de Cervantes. Outros contos curtos e comédias seguido, e em 1786 apareceu Numa Pompílio, uma imitação indisfarçável de Fénelon de Telêmaco.
Em 1788, tornou-se membro da Académie française e publicou Estelle, uma pastoral da mesma classe de Galatie. Outro romance, Gonzalve de Cordoue, precedido por um aviso histórico dos mouros, apareceu em 1791, e sua famosa coleção de Fábulas em 1802. Entre suas obras póstumas estão La Jeunesse de Florian, ou Mémoires d'un Jeune Espagnol (1807), e um resumo (1809) de Dom Quixote, que, embora longe de ser uma representação correta do original, teve grande e merecido sucesso.
Florian imitou Salomon Gessner, o idílico suíço, e seu estilo tem toda a delicadeza artificial e o sentimentalismo da escola gessneriana. Talvez o exemplo mais próximo da aula de literatura inglesa seja fornecido por Lights and Shadows of Scottish Life, de John Wilson (escrito como Christopher North). Entre as melhores de suas fábulas estão O macaco mostrando a lanterna mágica, O cego e o paralítico e Os macacos e o leopardo.

### Trabalhos selecionados
Fábulas
- O cego e o paralítico
- O Macaco e a Lanterna Mágica
- Os macacos e o leopardo
- A fábula e a verdade
- O crocodilo e o esturjão '
- A criança e o espelho
- A velha árvore e o jardineiro
- O rouxinol e o príncipe
- Os dois viajantes
- The Cricket (também conhecido como True Happiness)

Teatro
- Les Deux Billets (1779)
- Le Bon Ménage (1782)
- Le Bon Père (1784)
- Les Jumeaux de Bergame (1782)

Outro
- Pastorales
- Variétés et contes en vers
- Plaisir d'amour, uma canção
- Mémoires d'un jeune Espagnol

## Versos famosos
Florian escreveu uma coleção de fábulas. A partir dessas fábulas, várias expressões passaram para o francês coloquial:
- Pour vivre heureux, vivons cachés: "Para viver feliz, viva escondido"
- Chacun son métier, les vaches seront bien gardées: "A cada um a sua ocupação, e as vacas serão bem guardadas."
- Rira bien qui rira le dernier: "Quem ri por último ri melhor."

A expressão éclairer la lanterne ("acender a lanterna") também é extraída das fábulas de Florian.
Seu verso mais famoso é Plaisir d'amour, um poema que ele incluiu em sua história Celestine. O verso se tornou uma canção que sobreviveu ao século 21.

## Heráldica
Blason: Ou uma águia zibelina em um chefe azul-celeste um sol ou (o brasão de sua cidade natal de Florian) para o qual a águia olha (para diferenciar).